# Giải Oscar lần thứ 73
Lễ trao giải Oscar lần thứ 73 do Viện Hàn lâm Khoa học và Nghệ thuật Điện ảnh Mỹ (AMPAS) tổ chức nhằm vinh danh những cá nhân/tác phẩm điện ảnh xuất sắc trong năm 2000, diễn ra vào ngày 25 tháng 3 năm 2001 tại khán phòng Shrine ở Los Angeles, khai mạc lúc 5 giờ 30 phút chiều PST / 8 giờ 30 phút chiều EST. Trong buổi lễ, AMPAS chia giải Oscar thành 23 hạng mục khác nhau. Như thường lệ, kênh ABC là đơn vị truyền hình trực tiếp lễ trao giải, đồng thời do Gil Cates chịu trách nhiệm sản xuất và được chỉ đạo bởi Louis J. Horvitz. Nam diễn viên Steve Martin là người nhận vinh dự chủ trì đêm trao giải lần đầu tiên. Trước đó 3 tuần trong một buổi lễ tổ chức tại khách sạn Beverly Wilshire, Beverly Hills, California vào ngày 3 tháng 3, giải Oscar cho thành tựu kĩ thuật đã diễn ra với người chủ trì[C] là nữ diễn viên Renée Zellweger.
Tác phẩm Gladiator giành 5 giải thưởng trong đó có hạng mục Phim hay nhất. Ngọa hổ tàng long và Traffic thắng bốn giải mỗi phim. Almost Famous, Big Mama, Erin Brockovich, Cha và con gái, Dr. Seuss' How the Grinch Stole Christmas, Into the Arms of Strangers: Stories of the Kindertransport, Quiero ser (I want to be...), Pollock, U-571 và Wonder Boys mỗi phim mang về một tượng vàng. Buổi lễ trao giải thu hút gần 43 triệu lượt khán giả theo dõi tại Hoa Kỳ.

## Giải thưởng và đề cử

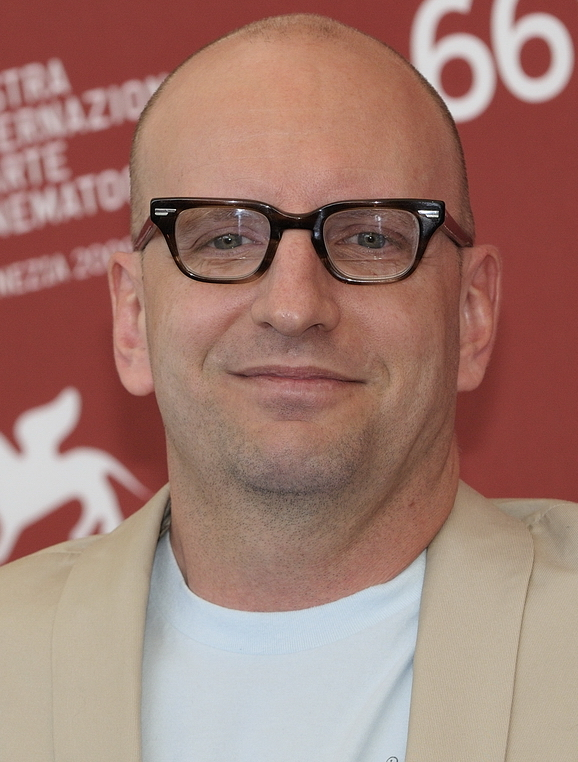
Steven Soderbergh, Đạo diễn xuất sắc nhất

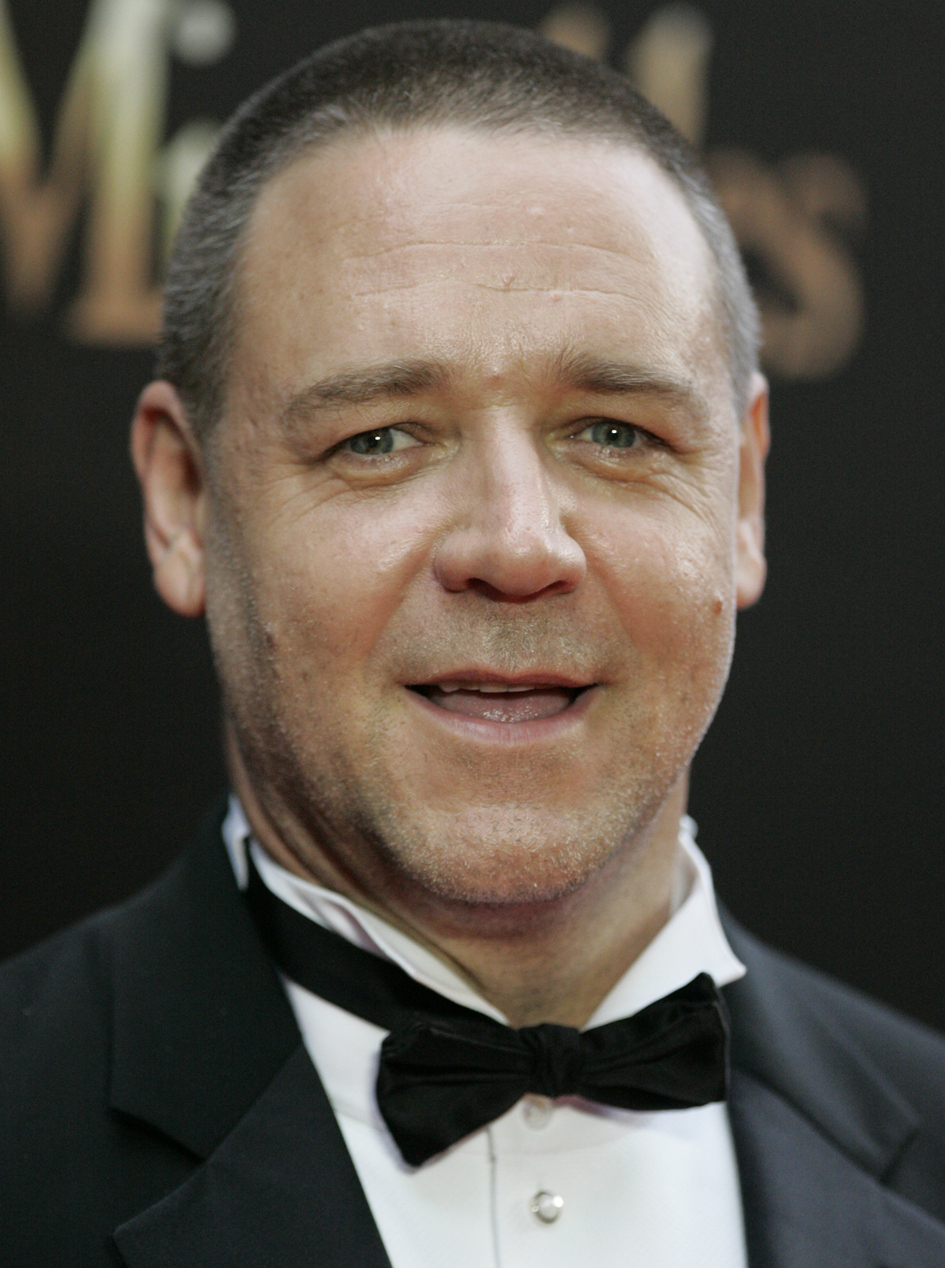
Russell Crowe, Nam diễn viên chính xuất sắc nhất

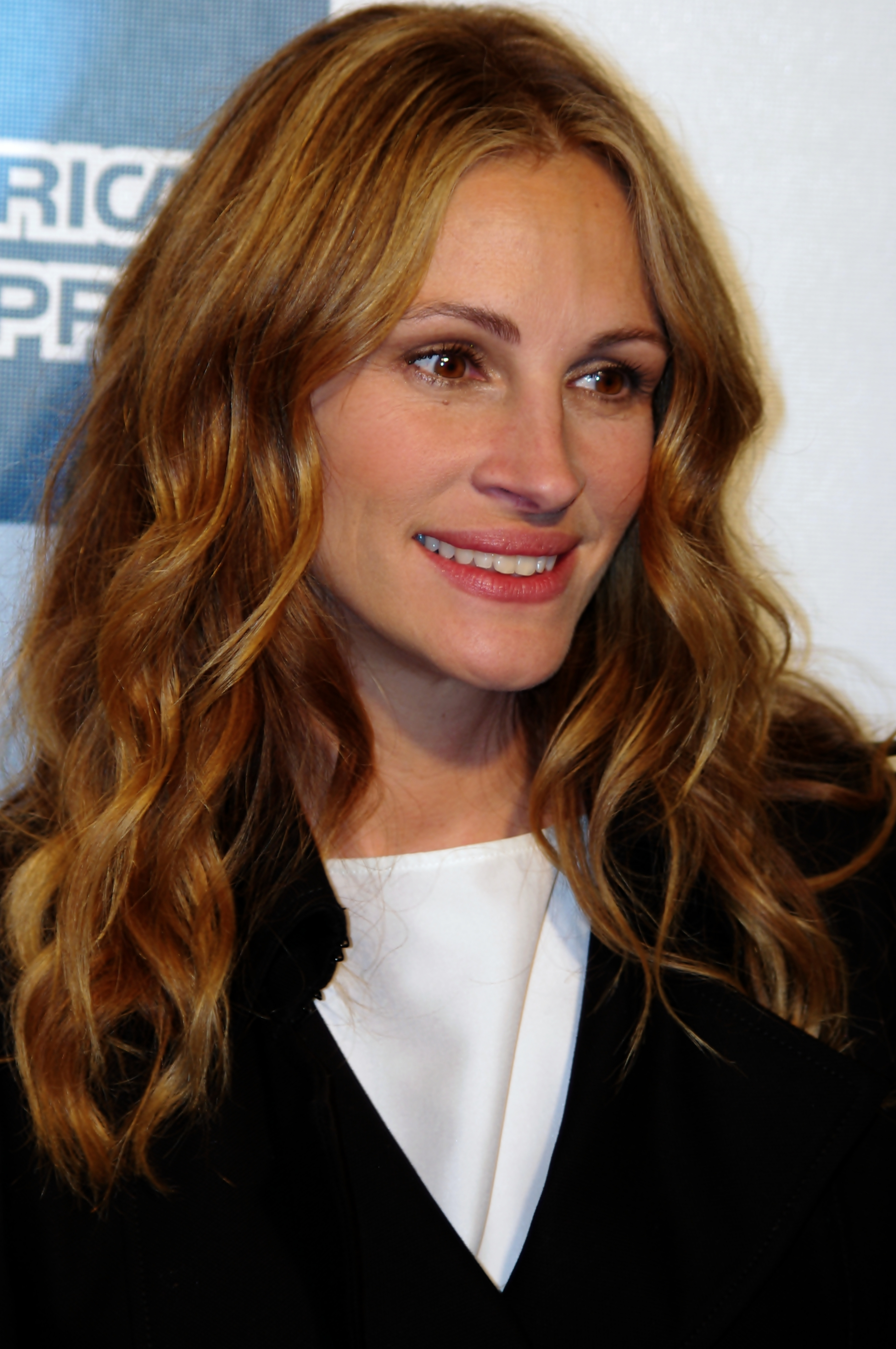
Julia Roberts, Nữ diễn viên chính xuất sắc nhất

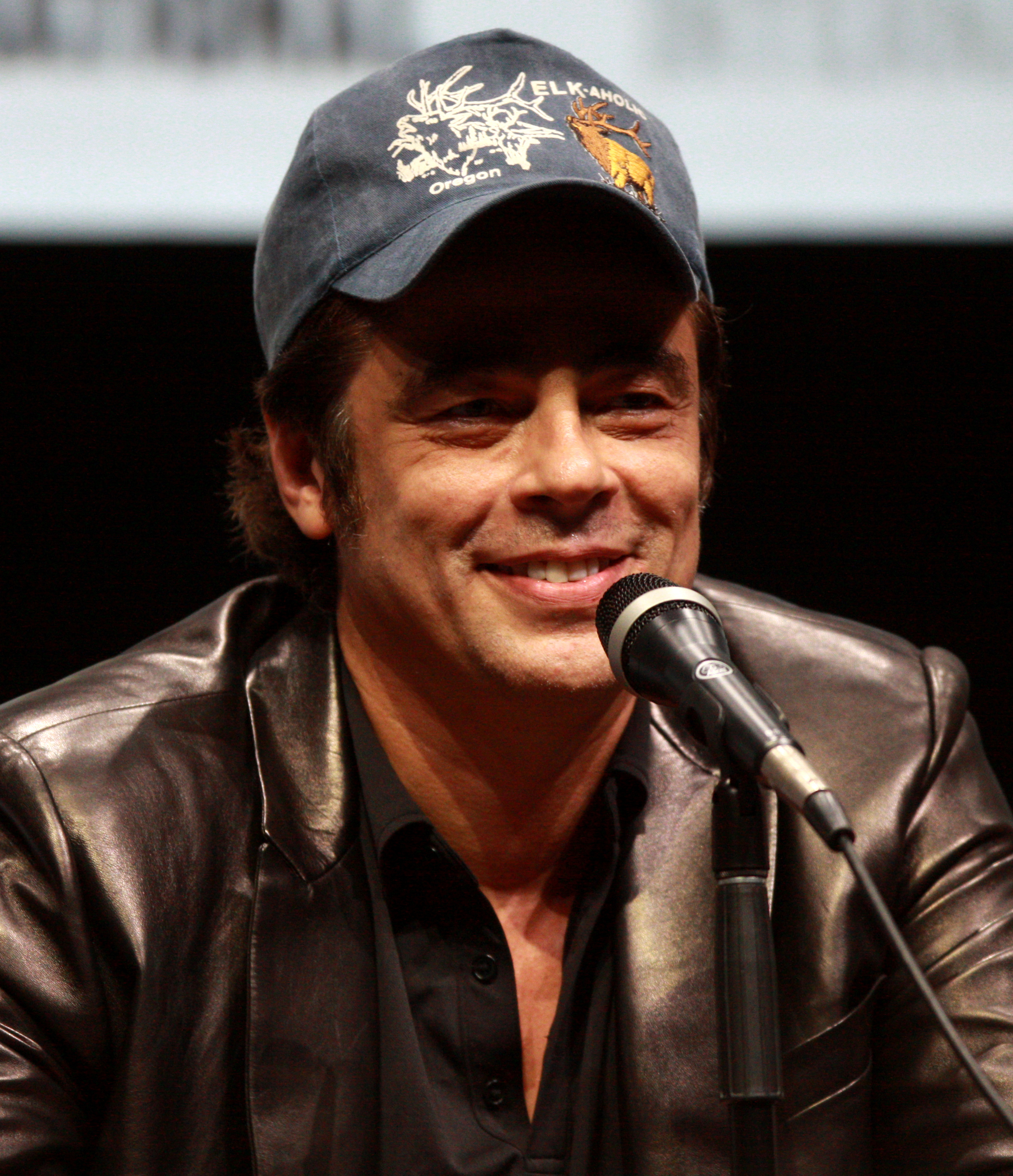
Benicio del Toro, Nam diễn viên phụ xuất sắc nhất

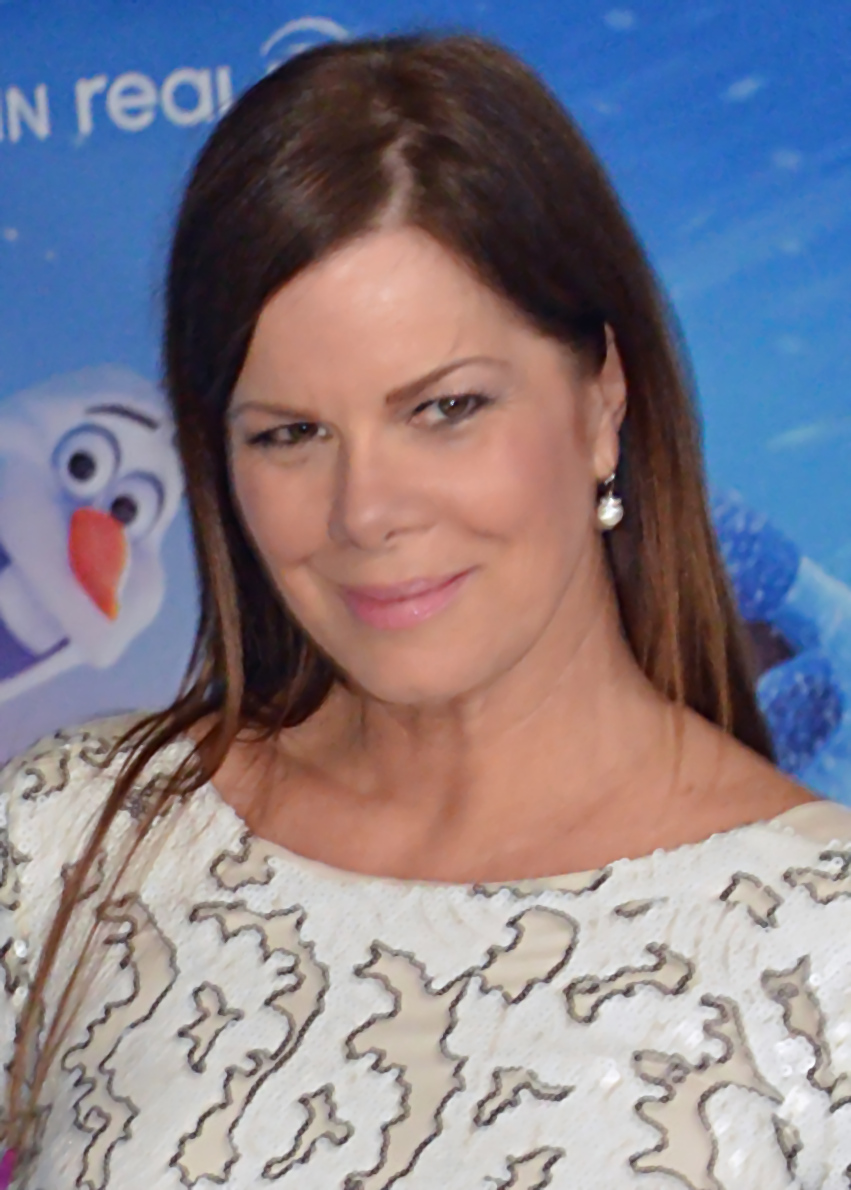
Marcia Gay Harden, Nữ diễn viên phụ xuất sắc nhất

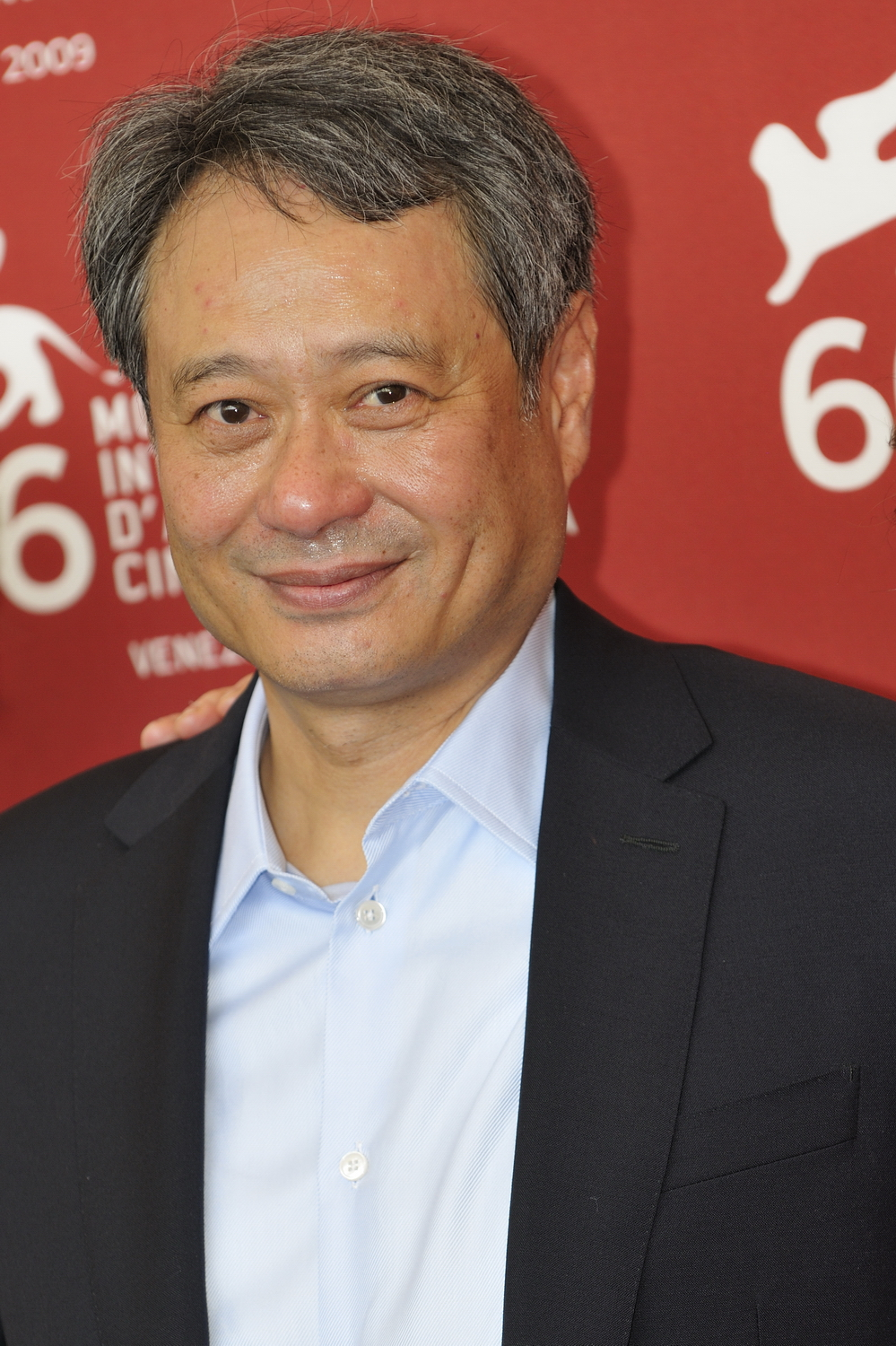
Lý An, Đạo diễn phim nước ngoài xuất sắc nhất

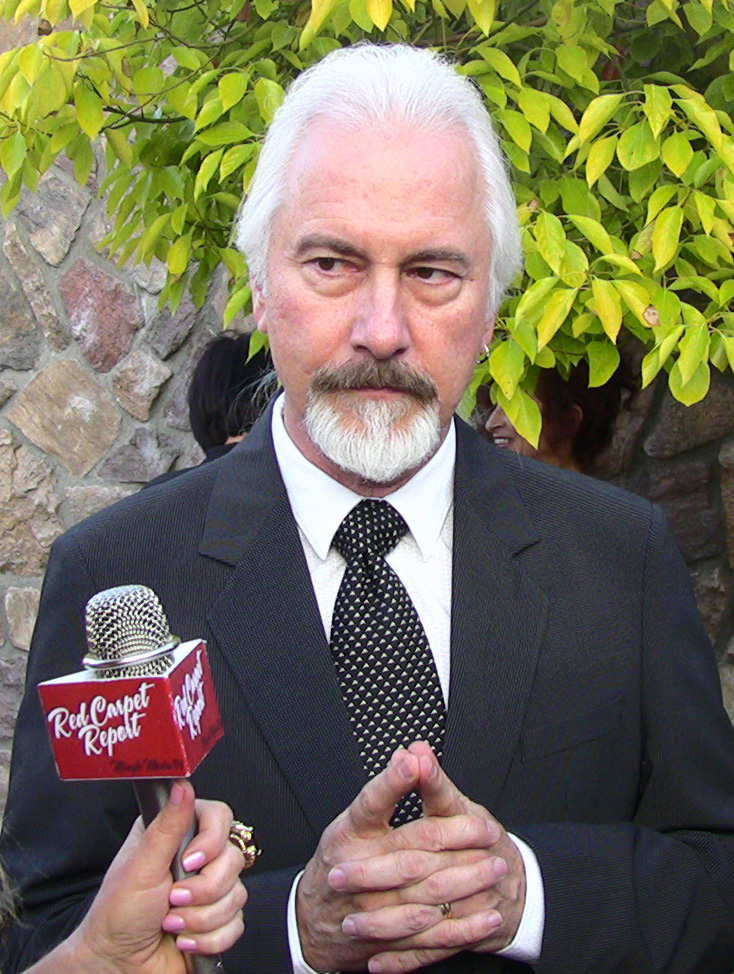
Rick Baker, Hóa trang xuất sắc nhất

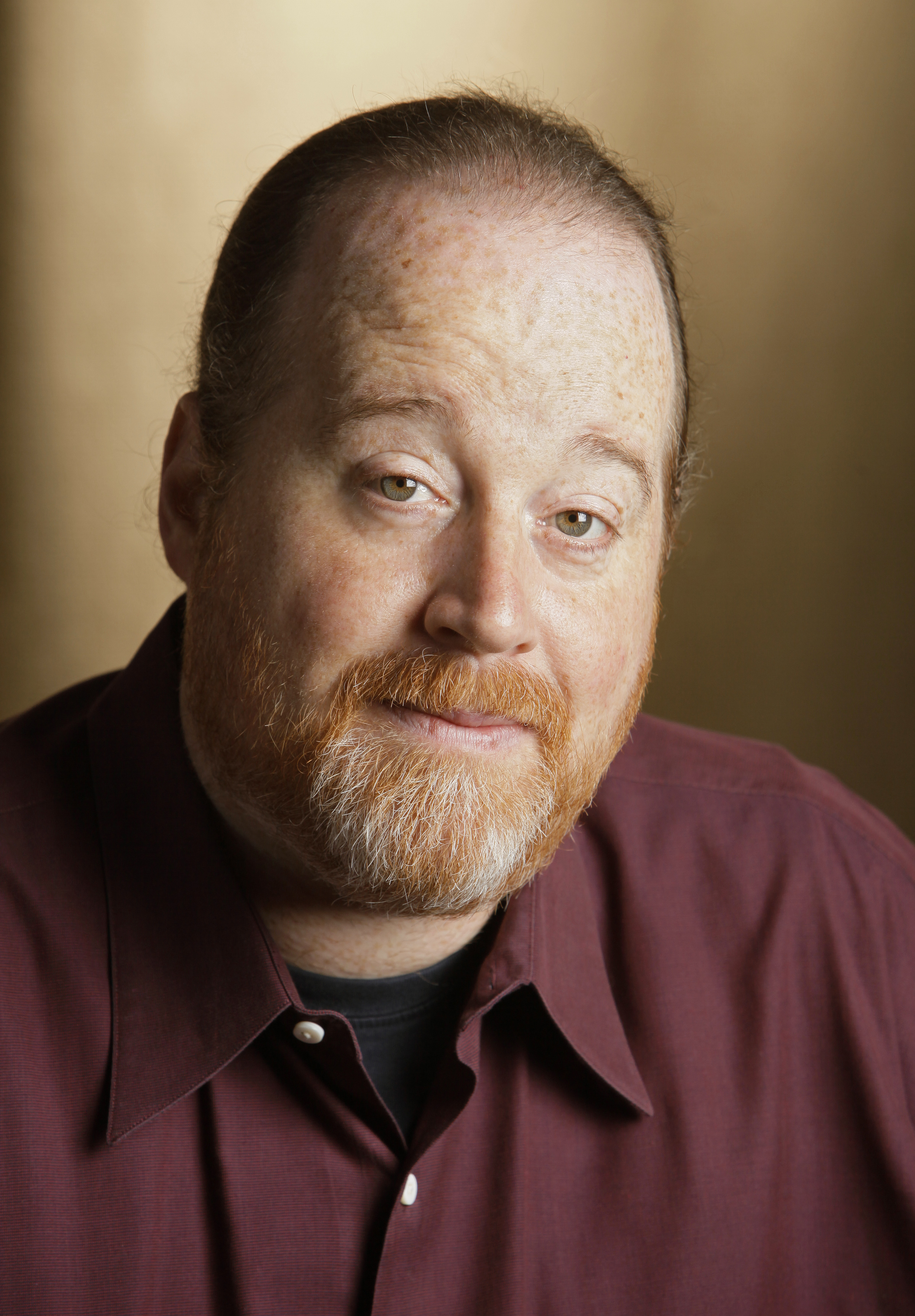
Stephen Mirrione, Nhà dựng phim xuất sắc nhất

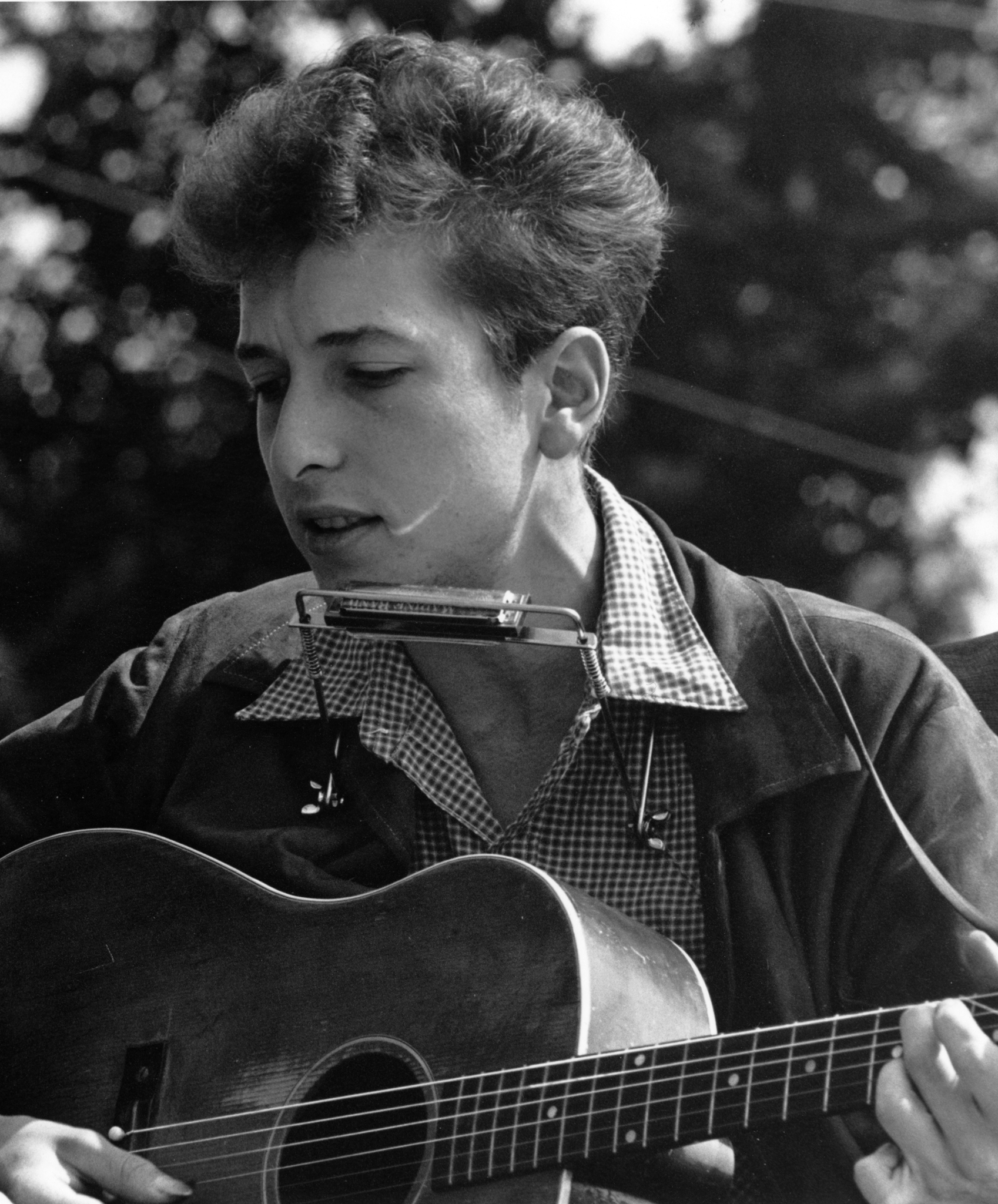
Bob Dylan, Bài hát trong phim hay nhất

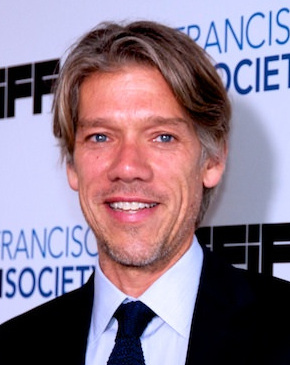
Stephen Gaghan, Kịch bản chuyển thể xuất sắc nhất

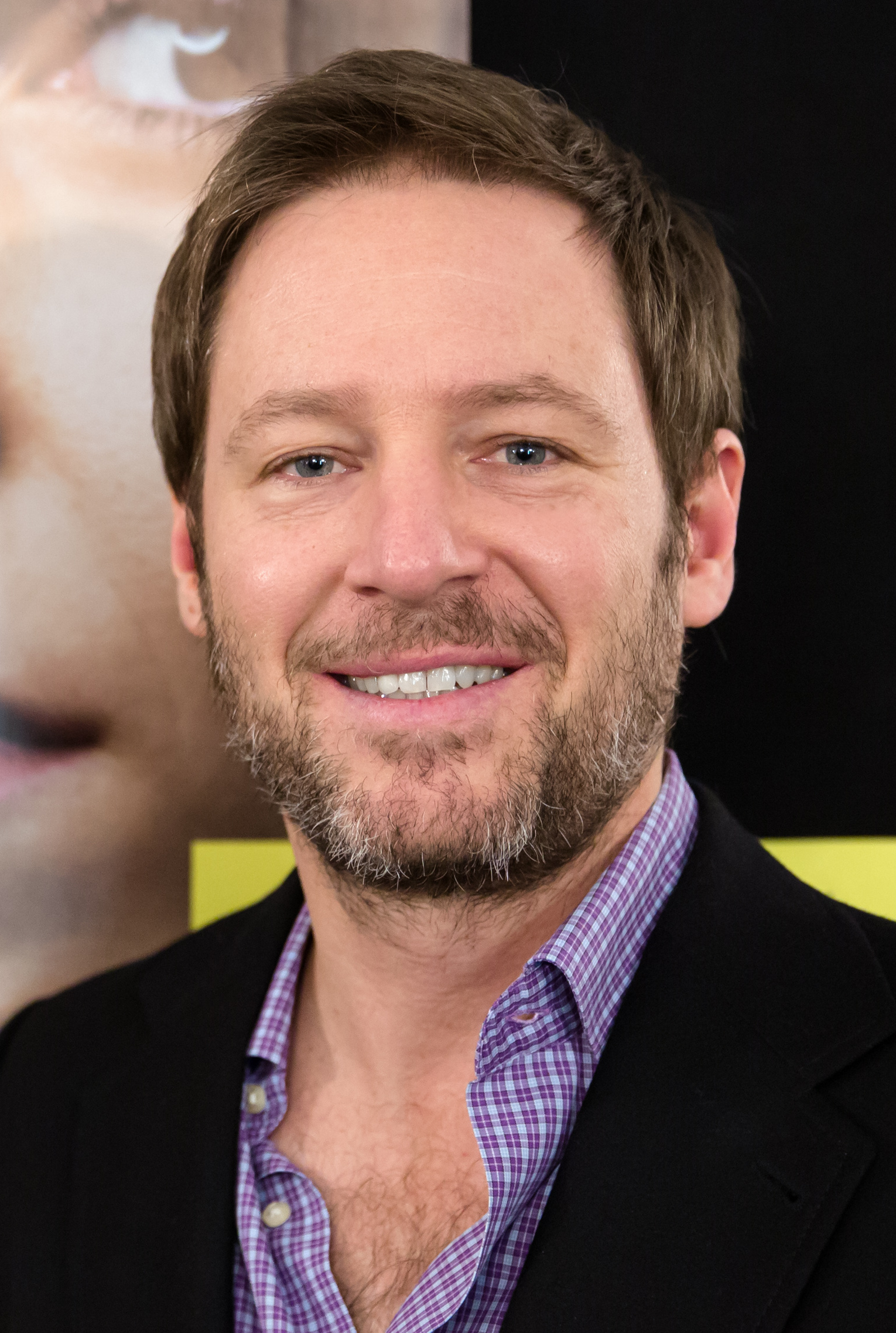
Florian Gallenberger, Phin ngắn hay nhất

Các đề cử cho giải Oscar lần thứ 73 được công bố trước đó vào ngày 13 tháng 2 bởi Robert Rehme - Giám đốc Viện hàn lâm và đồng thời là nữ diễn viên từng thắng giải cho vai chính xuất sắc Kathy Bates. Theo đó, Gladiator nhận được nhiều đề cử nhất với 12 đề cử, Ngọa hổ tàng long đứng thứ hai với 10 đề cử.
Các tác phẩm/người chiến thắng được công bố trong lễ trao giải diễn ra vào ngày 25 tháng 3 năm 2001. Tại lễ trao giải, Glarditor là phim thứ hai sau All the King's Men thắng giải phim hay nhất mà không nhận được giải thướng nào cho đạo diễn hay biên kịch. Chủ nhân gđạo diễn xuất sắc nhất làhất, Steven Soderbergh đã nhận hai đề cử cho vai trò chỉ đạo hai bộ phim Traffic (tác phẩm giúp ông đoạt giải) và Erin Brockovich, qua đó trở thành người thứ 3 giành tới hai đề cử đạo diễn trong cùng một năm.[A] Ngọa hổ tàng long trở thành tác phẩm điện ảnh thứ ba nhận đề cử ở cả hai hạng mục Phim hay nhất và Phim ngoại ngữ hay nhất trong cùng năm.[B] Ngoài ra 10 đề cử của phim đều dành cho một tác phẩm sử dụng ngoại ngữ. Bộ phim này cùng với Fanny and Alexander là những tác phẩm ngoại ngữ gặt hái nhiều giải thưởng nhất trong lịch sử Oscar. Nhờ suất đề cử nam diễn viên phụ xuất sắc nhất của River Phoenix vào năm 1988 cho phim Running on Empty, chủ nhân đề cử nam diễn viên phụ xuất sắc nhất năm nay là Joaquin Phoenix cùng người anh trai đã trở thành cặp anh em đầu tiên cùng kiếm về các đề cử diễn xuất.

### Các giải thưởng
Tên phim và người thắng giải được in đậm
| Phim hay nhất | Đạo diễn xuất sắc nhất |
| --- | --- |
| - Glarditor – Douglas Wick, David Franzoni và Branko Lustig - Chocolat – David Brown, Kit Golden và Leslie Holleran - Ngọa hổ tàng long – Bill Kong, Hsu Li Kong và Lý An - Erin Brockovich – Danny DeVito, Michael Shamberg và Stacey Sher - Traffic – Marshall Herskovitz, Edward Zwick và Laura Bickford              | - Steven Soderbergh – Traffic - Stephen Daldry – Billy Elliot - Lý An – Ngọa hổ tàng long - Steven Soderbergh – Erin Brockovich - Ridley Scott – Gladiator |
| Nam diễn viên chính xuất sắc nhất | Nữ diễn viên chính xuất sắc nhất |
| - Russell Crowe – Gladiator trong vai tướng Maximus Decimus Meridius - Javier Bardem – Before Night Falls trong vai Reinaldo Arenas - Tom Hanks – Cast Away trong vai Chuck Noland - Ed Harris – Pollock trong vai Jackson Pollock - Geoffrey Rush – Quills trong vai Hầu tước de Sade                                   | - Julia Roberts – Erin Brockovich trong vai Erin Brockovich - Joan Allen – The Contender trong vai Laine Hanson - Juliette Binoche – Chocolat trong vai Vianne Rocher - Ellen Burstyn – Requiem for a Dream trong vai Sara Goldfarb - Laura Linney – You Can Count on Me trong vai Sammy Prescott |
| Nam diễn viên phụ xuất sắc nhất | Nữ diễn viên phụ xuất sắc nhất |
| - Benicio del Toro – Traffic trong vai Javier Rodriguez - Jeff Bridges – The Contender trong vai Jackson Evans - Willem Dafoe – Shadow of the Vampire trong vai Max Schreck - Albert Finney – Erin Brockovich trong vai Edward L. Masry - Joaquin Phoenix – Gladiator trong vai Commodus                                 | - Marcia Gay Harden – Pollock trong vai Lee Krasner - Judi Dench – Chocolat trong vai Armande Voizin - Kate Hudson – Almost Famous trong vai Penny Lane - Frances McDormand – Almost Famous trong vai Elaine Miller - Julie Walters – Billy Elliot trong vai Georgia Wilkinson |
| Kịch bản gốc xuất sắc nhất | Kịch bản chuyển thể xuất sắc nhất |
| - Almost Famous – Cameron Crowe - Billy Elliot – Lee Hall - Erin Brockovich – Susannah Grant - Gladiator – David Franzoni, John Logan và William Nicholson - You Can Count on Me – Kenneth Lonergan | - Traffic – Stephen Gaghan từ phim truyền hình Traffik của Simon Moore - Chocolat – Robert Nelson Jacobs từ tiểu thuyết Chocolat của Joanne Harris - Ngọa hổ tàng long – James Schamus, Vương Huệ Linh và Thái Quốc Vinh từ tiểu thuyết Ngọa hổ tàng long của Vương Độ Lư - O Brother, Where Art Thou? – Joel & Ethan Coen từ sử thi Odýsseia của Hómēros - Wonder Boys – Steve Kloves từ tiểu thuyết Wonder Boys của Michael Chabon                                 |
| Phim tài liệu xuất sắc nhất | Phim tài liệu ngắn xuất sắc nhất |
| - Into the Arms of Strangers: Stories of the Kindertransport – Mark Jonathan Harris và Deborah Oppenheimer - Legacy – Tod Lending - Long Night's Journey into Day – Frances Reid và Deborah Hoffmann - Scottsboro: An American Tragedy – Barak Goodman và Daniel Anker - Sound and Fury – Josh Aronson và Roger Weisberg | - Big Mama – Tracy Seretean - Curtain Call – Chuck Braverman và Steve Kalafer - Dolphins – Greg MacGillivray và Alec Lorimore - The Man on Lincoln's Nose – Daniel Raim - On Tiptoe: Gentle Steps to Freedom – Eric Simonson và Leelai Demoz |
| Phim ngắn hay nhất | Phim hoạt hình ngắn hay nhất |
| - Quiero ser (I want to be...) – Florian Gallenberger - By Courier – Peter Riegert và Ericka Frederick - One Day Crossing – Joan Stein and Christina Lazaridi - Seraglio – Gail Lerner và Colin Campbell - A Soccer Story – Paulo Machline                                                                               | - Cha và con gái – Michael Dudok de Wit - Periwig Maker – Steffen Schäffler và Annette Schäffler - Rejected – Don Hertzfeldt |
| Nhạc phim hay nhất | Bài hát trong phim hay nhất |
| - Ngọa hổ tàng long – Đàm Thuẫn - Chocolat – Rachel Portman - Gladiator – Hans Zimmer - Malèna – Ennio Morricone - The Patriot – John Williams | - "Things Have Changed" từ Wonder Boys – Nhạc và lời bởi Bob Dylan - "A Fool In Love" từ Meet the Parents – Nhạc và lời bởi Randy Newman - "I've Seen It All" từ Dancer in the Dark – Nhạc bởi Björk; Lời bởi Lars von Trier và Sjon Sigurdsson - "A Love Before Time" từ Ngọa hổ tàng long – Nhạc bởi Jorge Calandrelli và Đàm Thuẫn; Lời bởi James Schamus - "My Funny Friend and Me" từ The Emperor's New Groove – Nhạc bởi Sting và David Hartley; lời bởi Sting |
| Biên tập âm thanh xuất sắc nhất | Hòa âm hay nhất |
| - U-571 – Jon Johnson - Space Cowboys – Alan Robert Murray và Bub Asman | - Gladiator – Scott Millan, Bob Beemer và Ken Weston - Cast Away – Randy Thom, Tom Johnson, Dennis S. Sands và William B. Kaplan - The Patriot – Kevin O'Connel, Greg P. Russell và Lee Orloff - The Perfect Storm – John T. Reitz, Gregg Rudloff, David E. Campbell và Keith A. Wester - U-571 – Steve Maslow, Gregg Landaker, Rick Kline và Ivan Sharrock |
| Chỉ đạo nghệ thuật xuất sắc nhất | Quay phim xuất sắc nhất |
| - Ngọa hổ tàng long – Timmy Yip - How the Grinch Stole Christmas – Michael Corenblith và Merideth Boswell - Gladiator – Arthur Max và Crispian Sallis - Quills – Martin Childs và Jill Quertier - Vatel – Jean Rabasse và Françoise Benoît-Fresco                                                                        | - Ngọa hổ tàng long – Bảo Đức Hi - Gladiator – John Mathieson - Malèna – Lajos Koltai - O Brother, Where Art Thou? – Roger Deakins - The Patriot – Caleb Deschanel |
| Hóa trang xuất sắc nhất | Thiết kế trang phục xuất sắc nhất |
| - Dr. Seuss' How the Grinch Stole Christmas – Rick Baker và Gail Ryan - The Cell – Michèle Burke và Edouard Henriques - Shadow of the Vampire – Ann Buchanan và Amber Sibley | - Gladiator – Janty Yates - Ngọa hổ tàng long – Tim Yip - Dr. Seuss' How the Grinch Stole Christmas – Rita Ryack - 102 Dalmatians – Anthony Powell - Quills – Jacqueline West |
| Dựng phim xuất sắc nhất | Hiệu ứng hình ảnh xuất sắc nhất |
| - Traffic – Stephen Mirrione - Almost Famous – Joe Hutshing và Saar Klein - Ngọa hổ tàng long – Tim Squyres - Gladiator – Pietro Scalia - Wonder Boys – Dede Allen | - Gladiator – John Nelson, Neil Corbould, Tim Burke và Rob Harvey - Hollow Man – Scott E. Anderson, Craig Hayes, Scott Stokdyk và Stan Parks - The Perfect Storm – Stefen Fangmeier, Habib Zargarpour, John Frazier và Walt Conti |
| Phim ngoại ngữ hay nhất | |
| - Ngọa hổ tàng long bằng tiếng Quan thoại - Amores Perros bằng tiếng Tây Ban Nha - The Taste of Others bằng tiếng Pháp - Iedereen Beroemd! (Everybody's Famous!) bằng tiếng Hà Lan và tiếng Anh - Divided We Fall bằng tiếng Séc                                                                                         | |

### Giải Oscar danh dự
- Jack Cardiff[20]
- Ernest Lehman[21]

### Giải thưởng Irving G. Thalberg
- Dino De Laurentiis[22]

### Phim nhiều đề cử và giải thưởng
| Số đề cử | phim                                      |
| -------- | ----------------------------------------- |
| 12       | Gladiator                                 |
| 10       | Ngọa hổ tàng long                         |
| 5        | Chocolat                                  |
| 5        | Erin Brockovich                           |
| 5        | Traffic                                   |
| 4        | Almost Famous                             |
| 3        | Billy Elliot                              |
| 3        | Dr. Seuss' How the Grinch Stole Christmas |
| 3        | The Patriot                               |
| 3        | Quills                                    |
| 3        | Wonder Boys                               |
| 2        | Cast Away                                 |
| 2        | The Contender                             |
| 2        | Malèna                                    |
| 2        | O Brother, Where Art Thou?                |
| 2        | The Perfect Storm                         |
| 2        | Pollock                                   |
| 2        | Shadow of the Vampire                     |
| 2        | U-571                                     |
| 2        | You Can Count on Me                       |

| Số giải thưởng | Phim              |
| -------------- | ----------------- |
| 5              | Gladiator         |
| 4              | Ngọa hổ tàng long |
| 4              | Traffic           |

## Những người công bố giải và biểu diễn
Những cá nhân dưới đây được liệt kê theo thứ tự xuất hiện, đóng vai trò là người công bố giải hoặc biểu diễn một số tiết mục ca nhạc.

### Công bố giải
| Tên                                       | Vai trò |
| ----------------------------------------- | --- |
| Gina Tuttle                               | Công bố khai mạc giải Oscar lần thứ 73                                                                                                   |
| Susan J. Helms Yury Usachov James S. Voss | Giới thiệu người chủ trì buổi lễ Steve Martin                                                                                            |
| Catherine Zeta-Jones                      | Công bố giải Chỉ đạo nghệ thuật xuất sắc nhất                                                                                            |
| Nicolas Cage                              | Công bố giải Nữ diễn viên phụ xuất sắc nhất                                                                                              |
| Russell Crowe                             | Công bố giải Dựng phim xuất sắc nhất |
| Ben Stiller                               | Công bố giải Phim ngắn hay nhất và Phim hoạt hình ngắn hay nhất                                                                          |
| Halle Berry                               | Giới thiệu màn biểu diễn "My Funny Friend and Me", bài hát giành đề cử ca khúc trong phim hay nhất                                       |
| Ben Affleck                               | Giới thiệu những cảnh ấn tượng trong phim Traffic                                                                                        |
| Penélope Cruz                             | Công bố giải Thiết kế phục trang đẹp nhất                                                                                                |
| Robert Rehme (chủ tịch Viện Hàn lâm)      | Phát biểu và tuyên bố kết thúc nhiệm kì làm chủ tịch Viện Hàn lâm (AMPAS)                                                                |
| Angelina Jolie                            | Công bố giải Nam diễn viên phụ xuất sắc nhất                                                                                             |
| Mike Myers                                | Công bố các giải Hòa âm hay nhất và Biên tập âm thanh xuất sắc nhất                                                                      |
| Ashley Judd                               | Giới thiệu những cảnh ấn tượng trong phim Chocolat                                                                                       |
| Julia Stiles                              | Giới thiệu màn biểu diễn "A Love Before Time", bài hát giành đề cử ca khúc trong phim hay nhất                                           |
| Julia Roberts                             | Công bố giải Quay phim xuất sắc nhất |
| Morgan Freeman                            | Giới thiệu những cảnh ấn tượng trong phim Ngọa hổ tàng long                                                                              |
| Kate Hudson                               | Công bố giải Hóa trang xuất sắc nhất |
| Dustin Hoffman                            | Công bố Giải Oscar danh dự cho Jack Cardiff                                                                                              |
| Samuel L. Jackson                         | Công bố các giải Phim tài liệu ngắn hay nhất và Phim tài liệu hay nhất                                                                   |
| Sarah Jessica Parker                      | Giới thiệu màn biểu diễn "A Fool in Love", bài hát giành đề cử ca khúc trong phim hay nhất                                               |
| Dương Tử Quỳnh Châu Nhuận Phát            | Công bố giải Hiệu ứng hình ảnh xuất sắc nhất                                                                                             |
| Renée Zellweger                           | Công bố giải Oscar cho thành tựu kĩ thuật và giải Gordon E. Sawyer.                                                                      |
| Sigourney Weaver                          | Giới thiệu những cảnh ấn tượng trong phim Gladiator                                                                                      |
| Goldie Hawn                               | Giới thiệu màn biểu diễn các trích đoạn nhạc nền được đề cử giải Nhạc phim hay nhất và công bố giải Nhạc phim hay nhất                   |
| Anthony Hopkins                           | Trao giải tri ân Irving G. Thalberg cho Dino De Laurentiis                                                                               |
| Winona Ryder                              | Giới thiệu màn biểu diễn "I've Seen It All", bài hát giành đề cử ca khúc trong phim hay nhất                                             |
| John Travolta                             | Giới thiệu màn tri ân các nhân vật điện ảnh đã qua đời trong năm (In Memorian)                                                           |
| Juliette Binoche Jack Valenti             | Công bố giải Phim ngoại ngữ hay nhất |
| Jennifer Lopez                            | Giới thiệu màn biểu diễn "Things Have Changed", bài hát giành đề cử ca khúc trong phim hay nhất và trao giải Ca khúc trong phim hay nhất |
| Hilary Swank                              | Công bố giải Nam diễn viên chính xuất sắc nhất                                                                                           |
| Annette Bening                            | Giới thiệu những cảnh ấn tượng trong phim Erin Brockovich                                                                                |
| Julie Andrews                             | Trao giải Oscar danh dự cho Ernest Lehman                                                                                                |
| Kevin Spacey                              | Công bố giải Nữ diễn viên chính xuất sắc nhất                                                                                            |
| Tom Hanks                                 | Giới thiệu người công bố Arthur C. Clarke                                                                                                |
| Arthur C. Clarke                          | Công bố giải Kịch bản chuyển thể xuất sắc nhất                                                                                           |
| Tom Hanks                                 | Công bố giải Kịch bản gốc xuất sắc nhất                                                                                                  |
| Tom Cruise                                | Công bố giải Đạo diễn xuất sắc nhất |
| Michael Douglas                           | Công bố giải Phim hay nhất |

### Biểu diễn
| Vai trò                  | Tên                               | Màn thể hiện                                                                                           |
| ------------------------ | --------------------------------- | --- |
| Chuyển soạn và chủ xướng | Bill Conti                        | Hòa tấu                                                                                                |
| Biểu diễn                | Sting                             | "My Funny Friend and Me" từ The Emperor's New Groove                                                   |
| Biểu diễn                | Coco Lee                          | "A Love Before Time" từ Ngọa hổ tàng long                                                              |
| Biểu diễn                | Susanna Hoffs Randy Newman        | "A Fool in Love" từ Meet the Parents                                                                   |
| Biểu diễn                | Yo-Yo Ma & Itzhak Perlman Li Qiao | Biểu diễn những bài tiêu biểu trong các đề cử Nhạc phim hay nhất Biểu diễn các tác phẩm nhạc Kinh kịch |
| Biểu diễn                | Björk                             | "I've Seen It All" từ Dancer in the Dark                                                               |
| Biểu diễn                | Bob Dylan                         | "Things Have Changed" từ Wonder Boys                                                                   |

## Thông tin bên lề

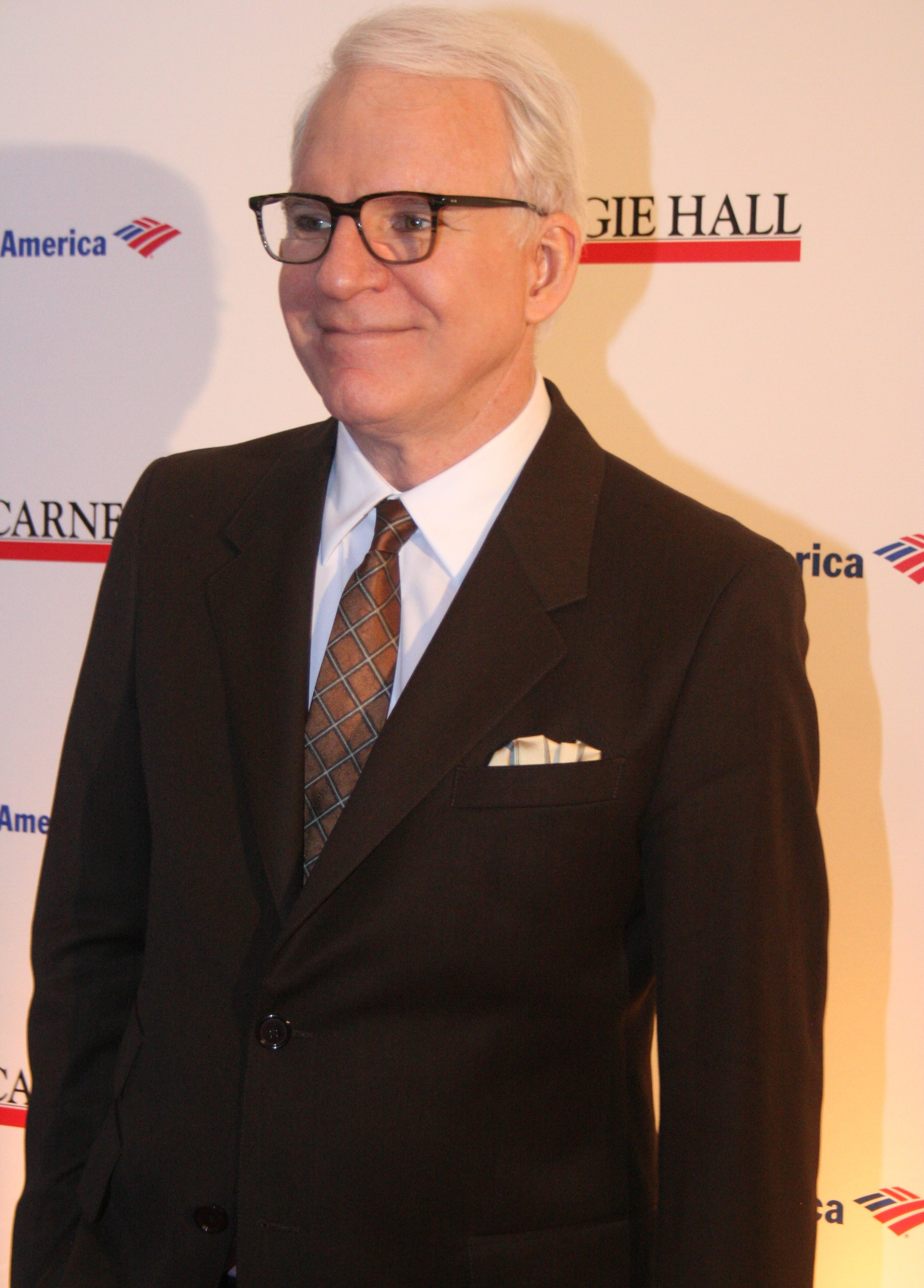
Steve Martin chủ trì giải Oscar lần thứ 73.

Mặc dù chương trình đón nhận nhiều lời khen ngợi và có lượt xem gia tăng so với lễ trao giải năm trước, nam diễn viên Billy Crystal tuyên bố sẽ không chủ trì buổi lễ trong hai năm liên tiếp. Những nguyên nhân Billy từ chối chủ trì buổi lễ là bởi vai diễn trong phim America's Sweethearts cũng như vai trò sản xuất kiêm đạo diễn cho bộ phim điện ảnh truyền hình có tựa 61*. Ngay sau khi được chỉ định làm nhà sản xuất cho gala trao giải, Gil Cates đã thuê nam diễn viên kiêm danh hài Steve Martin đảm nhận vai trò chủ trì lễ trao giải năm 2001. Cates giải thích lý do ông chọn Martin làm chủ trì buổi lễ vì "ông ấy là một ngôi sao điện ảnh, ông ấy hài hước, xuất sắc và hay chữ — ông ấy sẽ là một người dẫn chương trình tuyệt vời". Ngoài ra chủ tịch Viện Hàn lâm (AMPAS), ông Robert Rehme cũng tán thành lựa chọn trên, "Steve là một người có phong cách rất thú vị. Tôi [chỉ] đơn giản là hãnh diện khi có anh ấy góp mặt trong ê-kíp thực hiện chương trình. Anh ấy là lựa chọn số một trong danh sách của chúng tôi, chúng tôi ngỏ lời mời và anh ấy chấp thuận; đơn giản như vậy đó." Martin thể hiện sự phấn khích với trách nhiệm chủ trì đêm gala khi đùa rằng, "Nếu bạn không thể chiến thắng họ, hãy nhập bọn cùng họ."
Theo góc nhìn buổi gala diễn ra vào năm 2001, Cates đã lần đầu cho mở màn với một bản nhạc chủ đề chào đón bộ phim điện ảnh khoa học viễn tưởng 2001: A Space Odyssey của Stanley Kubrick. Song song với bản nhạc trên, các phi hành gia gồm có Susan J. Helms, Yury Usachov và James S. Voss đang ở trong phòng thí nghiệm Alpha Destiny, thuộc hành trình Expedition 2 của Trạm vũ trụ Quốc tế đã xuất hiện ở đầu chương trình qua vệ tinh để giới thiệu người chủ trì là Martin. Trong suốt thời gian phát sóng, dàn nhạc chỉ đạo bởi nhà soạn nhạc điện ảnh Bill Conti đã biểu diễn một bản phối lại của "Also Sprach Zarathustra" - bản nhạc do nhạc sĩ nhạc jazz người Brazil Eumir Deodato sáng tác. Bên cạnh đó, tác giả của 2001 là Arthur C. Clarke còn công bố giải Kịch bản chuyển thể xuất sắc nhất từ quê nhà của ông ở Sri Lanka.
Ê-kíp thực hiện gala còn có sự tham gia của nhiều người khác. Nhà thiết kế sản xuất Roy Christopher đã dựng nên một sân khấu mới cho buổi lễ với một loạt khung vòm khổng lồ xen kẽ nhau, uốn cong từ sàn nhà đến trần nhà thông qua bức tường của khán phòng hậu trường. Nhiều ấn phẩm truyền thông mô tả thiết kế trên giống như phần bị cắt ngang của một khoang kín vũ trụ. Bên cạnh đó, 4 tấm inox hình cung chạm khắc bóng của chiếc tượng vàng Oscar được đặt hai bên sườn cả ở phía trước lẫn sau sân khấu, cho phép những người công bố giải hoặc thắng giải bước xuyên qua chúng. Vũ công Debbie Allen là người biên đạo múa cho những màn biểu diễn của các bài hát được đề cử Ca khúc trong phim hay nhất. Hai nhạc sĩ Yo-Yo Ma và Itzhak Perlman là những người thể hiện các trích đoạn nhạc từ 5 nhạc nền giành đề cử Nhạc phim hay nhất.

### Doanh thu phòng vé của các tác phẩm đề cử
Trước khi các đề cử được công bố vào ngày 13 tháng 2, tổng doanh thu của 5 phim đề cử Phim hay nhất là 47,1 triệu USD, tức trung bình 94 triệu USD/phim. Gladiator là bộ phim thu lời nhất trong số các tác phẩm đề cử Phim hay nhất, với 186,6 triệu USD. Những thứ hạng kế tiếp từ cao đến thấp là Erin Brockovich (125,5 triệu USD), Traffic (71,2 triệu USD), Ngọa hổ tàng long (60,7 triệu USD) và cuối cùng là Chocolat (27 triệu USD).
Trong tốp 50 phim có doanh thu cao nhất năm, 49 đề cử là dành cho những tác phẩm góp mặt trong danh sách trên. Chỉ có Cast Away (hạng 3), Gladiator (hạng 4), Erin Brockovich (hạng 12), Traffic (hạng 31) và Ngọa hổ tàng long (hạng 41) là những phim kiếm được đề cử cho đạo diễn, diễn xuất, kịch bản hay Phim hay nhất. Tốp 50 bom tấn phòng vé khác kiếm về các đề cử là Dr. Seuss' How the Grinch Stole Christmas (hạng 1), The Perfect Storm (hạng 5), Meet the Parents (hạng 7), The Patriot (hạng 17), Space Cowboys (hạng 23), The Emperor's New Groove (hạng 25), U-571 (hạng 26), Hollow Man (hạng 30), 102 Dalmatians (hạng 38) và The Cell (hạng 40).

### Đánh giá chuyên môn
Chương trình nhận được phản hồi tích cực từ đa số các phương tiện truyền thông. Nhà phê bình truyền hình Ken Tucker của Entertainment Weekly viết, "Trong vai trò dẫn chương trình, Martin thường thể hiện sự sang trọng và khiêm tốn dễ chịu với [kiểu đi] từng bước chân một suốt đêm gala". Ông còn nhận xét thêm, "Giải Oscar dường như sống động và diễn ra trôi chảy khi Russell Crowe để kiểu mái theo phong cách Gene Vincent ở những năm 50, tạo nên sự chuyển tiếp mượt mà theo điệu rock & roll "cool" ["ngầu"] sang màn biểu diễn Ca khúc hay nhất của Dylan. Phê bình gia Robert Bianco của USA Today chấm chương trình ở mức trung bình nhưng dành lời khen cho người chủ trì, "Martin pha trò [khiến người xem] thích thú — mang tính giải trí hệt như ngôi sao Oscar Billy Crystal nhưng theo một cách hoàn toàn khác biệt. Trong khi Crystal thể hiện tất cả sự nỗ lực và khiếu hài hước, vẻ mặt của Martin ngây ra bất động rất 'tỉnh' và dễ đánh lừa khán giả làm cho những câu đùa thô tục của ông cứ len lỏi vào trong bạn." Tom Shales từ nhật báo The Washington Post tán dương Martin là "người chủ trì Oscar hay nhất kể từ Johnny Carson". Ngoài ra ông còn dí dỏm nhận định, "Chương trình dường như quá trang nghiêm, nhưng nó vẫn thú vị và mang tính giải trí ngay cả ở những khoảnh khắc cao trào và tự phụ hơn nữa".
Một số ấn phẩm truyền thông đã chỉ trích chương trình. Barry Garron của The Hollywood Reporter bình luận, "[Buổi lễ] do nhà sản xuất kì cựu Gil Cates chịu trách nhiệm thực hiện là một trong số ít những bài thuyết trình của Oscar kết thúc đúng giờ và vẫn có thời lượng quá dài." Ngoài ra ông hài hước viết, "Có thể nói chương trình đã chứng tỏ rằng mặc dù có nhiều giải thưởng mà khán giả chẳng để ý tới, chương trình [vẫn] có thể được hoàn tất trong 3 tiếng rưỡi." Nhà báo của tạp chí The Atlanta Journal-Constitution, ông Steve Murray đánh giá, "Không chỉ vì Martin thiếu đi năng lượng tinh quái và khả năng đọc vị của Billy Crystal – hay thậm chí là vẻ tự mãn bị thôi miên khủng khiếp của Whoopi Goldberg. Không, giải Oscar thường niên lần thứ 73 vẫn tiếp tục kéo dài mãi, dù cho đây là một trong những năm trao giải ngắn nhất." Phê bình gia truyền hình John Carman của San Francisco Chronicle viết, "Ngay cả với một người chủ trì mới là Steve Martin, giải Oscar vừa dài về thời lượng vừa cực kì gây thất vọng."

### Lượt xem và đón nhận
Chương trình phát sóng trên đài ABC của Mỹ đã thu hút 42,9 triệu khán giả trong suốt thời lượng lên sóng, giảm 7% so với lễ trao giải năm ngoái. Ước tính có 72,2 triệu khán giả theo dõi tất cả các phần của đêm trao giải. Chương trình đạt lượng đo lường khán giả của Nielsen thấp hơn so với buổi lễ năm trước, với 26,2% hộ gia đình theo dõi — hơn 40 tỉ lệ share. Ngoài ra, gala trao giải còn thu về xếp hạng lượt xem khảo sát thấp hơn, với tỉ lệ theo dõi trong nhân khẩu học là 17,8.
Tháng 7 năm 2001, giải Oscar lần thứ 73 nhận 8 đề cử tại lễ trao giải Primetime Emmy lần thứ 53. Sau đó 2 tháng, gala trao giải giành được 1 chiến thắng ở hạng mục Hòa âm xuất sắc cho một loạt chương trình ca nhạc hoặc đặc biệt (Edward J. Greene, Tom Vicari, Bob Douglass).

## In Memoriam
Chuyên mục In Memoriam nhằm tri ân những nhân vật điện ảnh quá cố do nam diễn viên John Travolta chủ trì, tên những người được tôn vinh ghi phía dưới.
| - Douglas Fairbanks Jr. - Marie Windsor - Beah Richards - Edward Anhalt – Biên kịch - Billy Barty - Julius Epstein – Biên kịch - George Montgomery - Ring Lardner Jr. – Biên kịch - Steve Reeves - Jean Peters - Vittorio Gassman - Jean-Pierre Aumont - Dale Evans | - Gwen Verdon - Stanley Kramer – Nhà sản xuất, đạo diễn - Jack Nitzsche – Nhà soạn nhạc - Harold Nicholas - Howard W. Koch – Nhà sản xuất, chủ tịch Viện Hàn lâm - Loretta Young - Richard Farnsworth - John Gielgud - Jason Robards, Jr. - Claire Trevor - Alec Guinness - Walter Matthau |

## Chú giải
A^ : Có hai đạo diễn từng giành thành tích trên là Frank Lloyd và Michael Curtiz
B^ : Z và Life Is Beautiful là hai tác phẩm đã đạt thành tích này trong quá khứ.
C^ : Người chủ trì (tiếng Anh: Host) là một nhân vật chịu trách nhiệm cho các vị khách mời tại một sự kiện hoặc đem đến cho khán giả lòng mến khách trong thời gian diễn ra nó. Ở đây vai trò của người chủ trì gần như tương đương với một người dẫn chương trình, khác với các vị trí như đạo diễn và nhà sản xuất truyền hình.